# Segway PUMA
O Personal Urban Mobility and Accessibility ou (PUMA) é um veículo ultra compacto de duas rodas, desenvolvido em parceria pela General Motors e pela Segway. Possui baterias de íon-lítio com autonomia de 56 quilômetros, percorridos graças a dois motores elétricos em sua estrutura.